# Беляков, Артемий Сергеевич
Арте́мий Серге́евич Беляков (род. 12 марта 1992, Тверь) — российский артист балета, балетмейстер. Премьер Большого театра (с 2019 года).

## Биография
Родился в Твери, в детстве занимался в ансамбле танца «Летите, голуби!». Учился в Московской государственной академии хореографии у педагога И. Л. Кузнецова (окончил в 2010 году). Ещё студентом танцевал на сцене Большого театра партию Колена в балете «Тщетная предосторожность» П. Гертеля, поставленном Ю. Григоровичем. С 2010 года входит в состав балетной труппы Большого театра. Репетировал под руководством Михаила Лавровского и Валерия Лагунова, нынешний педагог-репетитор — Александр Ветров. Среди партий — Ромео («Ромео и Джульетта»), Франц («Коппелия»), Альберт («Жизель») и др.

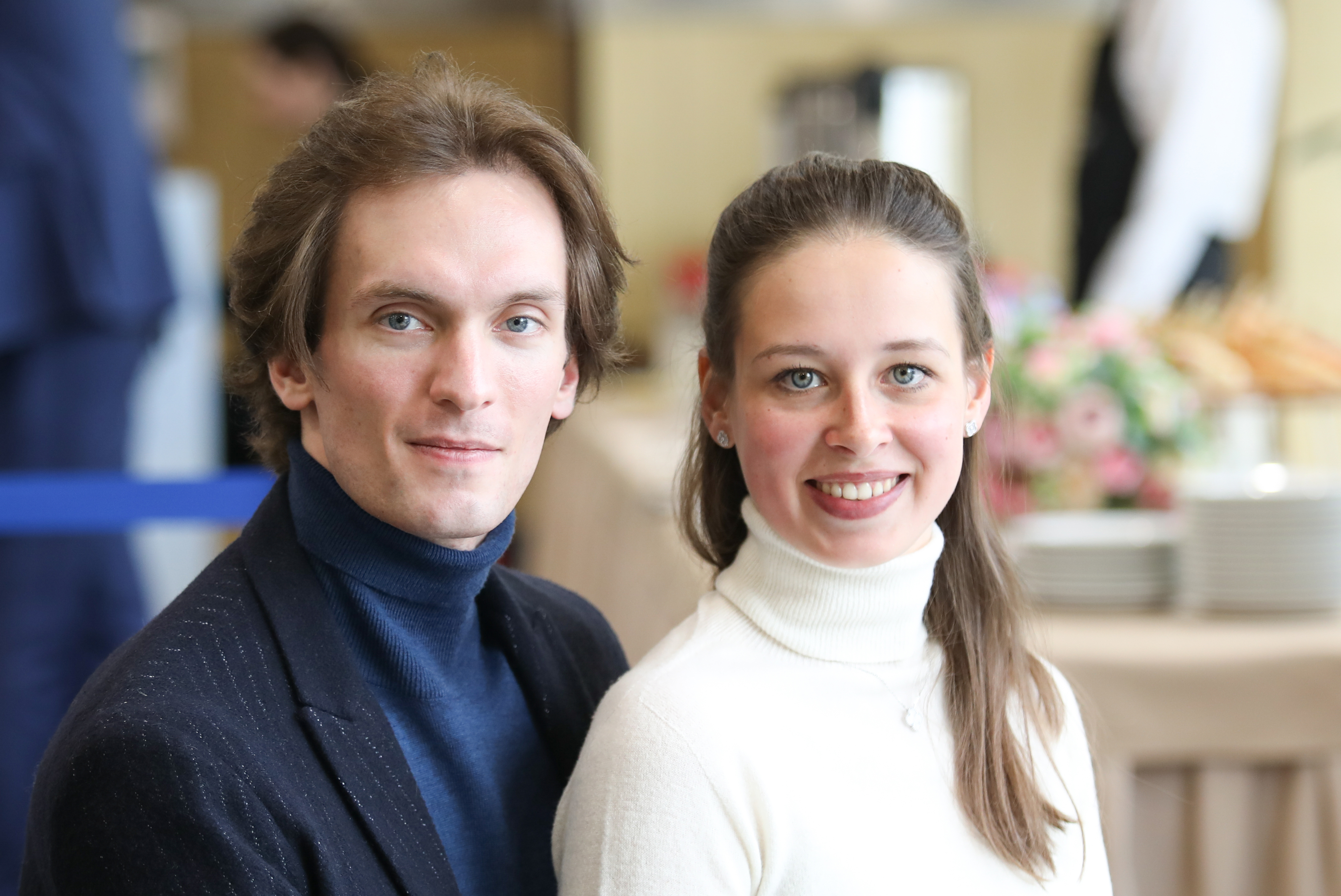
Артемий Беляков и Дарья Хохлова

В 2015 году на балетмейстерском факультете МГАХ получил диплом хореографа с отличием, учился у Михаила Лавровского. В июле 2022 года в Большом театре состоялась премьера балета «Времена года» на музыку А. К. Глазунова в постановке Белякова (в рамках вечера одноактных балетов).
С 2018 года учился в Институте государственной службы и управления РАНХиГС при Президенте РФ. Является основателем автономной некоммерческой организации содействия развитию культуры и искусства «Культурные люди».
Женат на первой солистке Большого театра Дарье Хохловой.

## Репертуар

### Большой театр
2009
- Колен, бедный крестьянин («Тщетная предосторожность, или Лиза и Колен», музыка П. Гертеля, хореография Ж. Перро, М. Петипа, А. Горского, Ю. Григоровича)[10]

2010
- Финальный вальс и апофеоз («Щелкунчик» П. Чайковского, хореография Ю. Григоровича)
- Партия в балете («Драгоценности[англ.]»: «Рубины» на музыку И. Стравинского, хореография Дж. Баланчина)

2011
- Партия в балете («Класс-концерт» на музыку А. Глазунова, А. Лядова, А. Рубинштейна, Д. Шостаковича, хореография А. Мессерера)
- Партия в балете («Серенада» на музыку П. Чайковского, (хореография Дж. Баланчина)
- Альбер, друг Феба («Эсмеральда» Ц. Пуни, хореография М. Петипа, редакция Ю. Бурлаки, В. Медведева)
- Большой классический танец («Раймонда» А. Глазунова, хореография М. Петипа, редакция Ю. Григоровича)
- Солист («Симфония псалмов» на музыку И. Стравинского, хореография И. Килиана)
- Паж свиты феи Сирени, Принц-претендент на руку Авроры («Спящая красавица» П. Чайковского, хореография М. Петипа, редакция Ю. Григоровича)

2012
- Вальс («Лебединое озеро» П. Чайковского, хореография М. Петипа, Л. Иванова, А. Горского, вторая редакция Ю. Григоровича)
- Полицейский («Чиполлино» К. Хачатуряна, хореография Г. Майорова)
- Сверстник Джульетты («Ромео и Джульетта» С. Прокофьева, хореография Ю. Григоровича)
- Солист («Драгоценности[англ.]»: «Бриллианты» , хореография Дж. Баланчина, III часть на музыку П. Чайковского) — участник премьеры в Большом театре
- Беранже, трубадур («Раймонда»)
- Солист/ четыре пары («Классическая симфония» на музыку С. Прокофьева, хореография Ю. Посохова)
- Рыбак («Дочь фараона» Ц. Пуни, хореография П. Лакотта по М. Петипа)
- Солист/ Дуэт («Dream of Dream» на музыку С. Рахманинова, хореография Й. Эло)
- Веник, Расчёска («Мойдодыр» Е. Подгайца, хореография Ю. Смекалова) — первый исполнитель
- Французская кукла («Щелкунчик»)

2013
- Большой классический танец («Баядерка» Л. Минкуса, хореография М. Петипа, редакция Ю. Григоровича)
- Злой гений («Лебединое озеро»)
- Джеймс («Сильфида» Х. С. Левенскольда, хореография А. Бурнонвиля, редакция Й. Кобборга)
- Друг Марко Спады («Марко Спада» на музыку Д. Ф. Э. Обера, хореография П. Лакотта по Ж. Мазилье) — участник премьеры в Большом театре
- Князь Федеричи, Жених («Марко Спада»)

2014
- Щелкунчик-принц («Щелкунчик»)
- Голубая птица («Спящая красавица»)
- Антуан Мистраль («Пламя Парижа» Б. Асафьева, хореография А. Ратманского, с использованием хореографии В. Вайнонена)
- Ленский («Онегин» на музыку П. Чайковского, хореография Дж. Крэнко)
- Де Грие («Дама с камелиями» на музыку Ф. Шопена, хореография Дж. Ноймайера)
- Баптиста («Укрощение строптивой» на музыку Д. Шостаковича, хореография Ж.-К. Майо) — первый исполнитель (мировая премьера)
- Друг Ферхада («Легенда о любви» А. Меликова, хореография Ю. Григоровича)

2015
- Солист/ две пары («Классическая симфония»)
- Студент («Анюта» на музыку В. Гаврилина, хореография В. Васильева)
- Двойник Клавдия («Гамлет» на музыку Д. Шостаковича, хореография Р. Поклитару, режиссёр Д. Доннеллан) — участник мировой премьеры
- Солист/ две ведущие пары («Драгоценности[англ.]»: «Изумруды» на музыку Г. Форе) — дебютировал на гастролях театра в Гонконге
- Грушницкий («Герой нашего времени» И. Демуцкого, хореография Ю. Посохова, режиссёр К. Серебренников, часть «Княжна Мери»)
- Солист/ ведущая пара («Классическая симфония»)
- Печорин («Герой нашего времени», часть «Тамань»)
- Гастон Рье («Дама с камелиями»)

2016
- Солист/ Главная пара («Вариации на тему Франка Бриджа» на музыку Б. Бриттена, хореография Х. ван Манена)
- Солор, знаменитый воин («Баядерка»)
- Тибальд («Ромео и Джульетта»)
- Танец невольников («Корсар» А. Адана, хореография М. Петипа, редакция А. Ратманского, Ю. Бурлаки) — дебютировал на гастролях театра в Лондоне

2017
- Ромео («Ромео и Джульетта», хореография Ю. Григоровича)
- Солист/ танец с веерами («Корсар»)
- Премьер («Этюды» на музыку К. Черни, хореография Х.Ландера)
- Классический танцовщик («Светлый ручей» Д. Шостаковича, хореография А. Ратманского)
- Принц Зигфрид («Лебединое озеро»)
- Солист/ пара в чёрном («Забытая земля» на музыку Б. Бриттена, хореография И. Килиана)
- Красс («Спартак» А. Хачатуряна, хореография Ю. Григоровича)
- Ромео («Ромео и Джульетта», хореография А. Ратманского)
- Сцена «Гран гала» («Нуреев» И. Демуцкого, хореография Ю. Посохова, режиссер К. Серебренников)

2018
- Вронский, Левин («Анна Каренина» на музыку П. Чайковского, А. Шнитке, Кэта Стивенса (Юсуфа Ислама), хореография Дж. Ноймайера)
- Франц («Коппелия» Л. Делиба, хореография М. Петипа, Э. Чекетти, редакция С. Вихарева)
- Солист/ ведущая пара («Драгоценности[англ.]»: «Бриллианты» на музыку П. Чайковского, хореография Дж. Баланчина)
- Лорд Вильсон/ Таор («Дочь фараона»)
- Жан де Бриен («Раймонда»)
- Хозе («Кармен-сюита» на музыку Ж. Бизе—Р. Щедрина, хореография А.Алонсо)
- Базиль («Дон Кихот» Л. Минкуса, хореография М. Петипа, А. Горского, вторая редакция А. Фадеечева)

2019
- Принц Дезире («Спящая красавица»)
- Ферхад («Легенда о любви»)
- Ведущий солист («Симфония до мажор» на музыку Ж. Бизе, II часть, I часть, хореография Дж. Баланчина)
- Граф Альберт («Жизель» А. Адана, хореография Ж. Коралли, Ж. Перро, М. Петипа, редакция А. Ратманского) — первый исполнитель (мировая премьера)

2020
- Ведущий солист («Девятый вал» на музыку М. Глинки и Н. Римского-Корсакова, хореография Б. Ариаса, программа «Четыре персонажа в поисках сюжета») — участник мировой премьеры
- Ведущий солист («Тишина» на музыку А. Пярта, хореография М. Шекса, программа «Четыре персонажа в поисках сюжета»)

2021
- Конрад («Корсар»)
- Елизавета I/ Шелмердин («Орландо» на музыку Э. Элгара, Ф. Гласса, Л.Ауэрбах и Е. Кац-Чернин, хореография К. Шпука)
- Тригорин («Чайка» И. Демуцкого, хореография Ю. Посохова) — первый исполнитель (мировая премьера)
- Воланд («Мастер и Маргарита» на музыку А. Шнитке и М. Лазара, хореография Э. Клюга) — первый исполнитель (мировая премьера)

2022
- Граф Альберт («Жизель» А. Адана, хореография Ж. Коралли, Ж. Перро, М. Петипа, редакция Ю. Григоровича)[11]

2023
- Иван Грозный («Иван Грозный» на музыку С. Прокофьева, хореография Ю. Григоровича)
- Люсьен д’Эрвильи, Вариация А. Бармина для балета «Пахита» Э.-М. Дельдевеза (Большое классическое па из балета «Пахита» Л. Минкуса, хореография М. Петипа, редакция Ю. Бурлаки)
- Марко Спада («Марко Спада»)

2024
- Ромео («Ромео и Джульетта» С. Прокофьева, хореография Л. Лавровского, постановка М. Лавровского)

2025
- Иван-царевич («Жар-птица» И. Стравинского, хореография М. Фокина, постановка А. Лиепы) — первый исполнитель в Большом театре[12]

## Награды
- 2010 — II премия смотра-конкурса молодых артистов балета, прошедшего в  в рамках I Всероссийского форума «Балет XXI век», посвященного столетию со дня рождения Галины Улановой (Красноярск)[12]
- 2017 — Лауреат Межрегионального фестиваля-конкурса проектных инициатив «Новое и перспективное (НИП)»[13]
- 2020 — Премия имени Леонида Мясина в категории «Танцовщик года, появившийся на международной сцене» (Позитано, Италия)[13]
- 2021 — Российская национальная театральная премия «Золотая маска» в номинации «Лучшая мужская роль в балете и современном танце» (роль Графа Альберта — балет «Жизель» А. Адана, хореографическая редакция А. Ратманского, Большой театр)[14]
- 2022 — Приз журнала «Балет» «Душа танца» в номинации «Звезда»[12]
- 2024 — Приз Международной ассоциации деятелей хореографии Benois de la Danse (роль Царя Ивана IV — балет «Иван Грозный» С. Прокофьева, хореография Ю. Григоровича, Большой театр)[15]